# Communauté de communes de Cians Var
La communauté de communes de Cians Var est une ancienne structure intercommunale regroupant neuf communes des Alpes-Maritimes autour du Cians et du Var. La commune-centre était Péone. Créée en 1999, elle disparaît avec la création de la communauté de communes des Alpes d'Azur le 1er janvier 2014.

## Histoire
Créée en 1999 par Charles Ginésy, maire de Péone, la communauté de communes de Cians Var fut la première communauté de communes créée dans le département des Alpes-Maritimes. 
Le nouveau schéma départemental de coopération intercommunale, mis en place le 1er janvier 2014, aboutit à la disparition de la communauté de communes de Cians Var. Celle-ci est regroupée au sein d'une structure intercommunale plus étendue : la communauté de communes des Alpes d'Azur.

### Présidents
| Période | Identité            | Parti | Qualité                                                                     |
| ------- | ------------------- | ----- | --------------------------------------------------------------------------- |
| 1999    | Charles Ginésy      | RPR   | Président du conseil général des Alpes-Maritimes Sénateur-Maire de Péone    |
| 2001    | Charles Ange Ginésy | UMP   | Vice-président du conseil général des Alpes-Maritimes Député-maire de Péone |

## Composition
1. Beuil
2. Châteauneuf-d'Entraunes
3. Daluis
4. Entraunes
5. Guillaumes
6. Péone
7. Saint-Martin-d'Entraunes
8. Sauze
9. Villeneuve-d'Entraunes